# Lepanthes minutipetala
Lepanthes minutipetala är en orkidéart som beskrevs av Charles Schweinfurth. Lepanthes minutipetala ingår i släktet Lepanthes och familjen orkidéer. Inga underarter finns listade i Catalogue of Life.